# 우캉런
오강인(중국어: 吳慷仁, 병음: Wú Kāngrén, 한자음: 오강인, 1982년 11월 24일 ~ )은 타이완의 배우이다.

## 출연 작품
- 초야: 맛의 유혹 (2019)
- 대범죄도시: 나쁜녀석들 (2018)
- 곤석애정고사 (2016)
- 출경사무소 (2015)
- 마취풍폭 (2015)
- 귀곡성 : 귀신을 부르는 소리 (2015)
- 22K 몽상고비 (2014)
- 황언유희 (2014)
- 김대화적화려모험 (2013)
- 저일각, 애파! (2012)
- 화시애 (2012)
- 제삼개원망 (2012)
- 블로피쉬 (2011)
- 사랑이 찾아 올 때 (2010)
- 하일참행복 (2009)
- 먀오 먀오 (2008)